# Amtsgericht Liebenburg
Das Amtsgericht Liebenburg war ein Gericht der ordentlichen Gerichtsbarkeit in Liebenburg.
Nach der Revolution von 1848 wurde im Königreich Hannover die Rechtsprechung von der Verwaltung getrennt und die Patrimonialgerichtsbarkeit abgeschafft.
Das Amtsgericht wurde daraufhin mit der Verordnung vom 7. August 1852 die Bildung der Amtsgerichte und unteren Verwaltungsbehörden betreffend als königlich hannoversches Amtsgericht gegründet.
Es umfasste das Amt Liebenburg ohne Jerstedt, Hahndorf, Grauhof und Riechenberg und das Amt Salzgitter zu Liebenburg.
Das Amtsgericht war dem Obergericht Goslar untergeordnet. Mit der Annexion Hannovers durch Preußen wurde es zu einem preußischen Amtsgericht in der Provinz Hannover.
Anlässlich der Gründung der Stadt Salzgitter wurde das damalige Amtsgericht Liebenburg 1942 in den Land- und Oberlandesgerichtsbezirk Braunschweig umgegliedert und bezog am 1. Oktober 1959 einen Neubau im Stadtteil Salzgitter-Bad. Von diesem Zeitpunkt an führte es die Bezeichnung „Amtsgericht Salzgitter-Bad“. Im Jahre 1973 wurde dieses Teil des neuen Amtsgerichtes Salzgitter.